# Hưng Phu truyện
Hưng Phu truyện (tiếng Hàn: 흥부전; Hanja: 興夫傳) là một câu truyện cổ điển do tác giả vô danh thị sáng tác hồi cuối thời đại Triều Tiên. Câu truyện được mệnh danh là nổi tiếng nhất trong các tác phẩm văn chương Triều Tiên về khoảng cách giàu nghèo, nó được lưu truyền qua rất nhiều thế hệ người Triều Tiên và thường được kể cho trẻ em buổi tối trước lúc ngủ. Dựa trên cốt truyện đó, bài diễn xướng Hưng Phu ca (tiếng Hàn: 흥부가; Hanja: 興夫歌) cũng rất thịnh hành.

## Lịch sử
Các dị bản của Hưng Phu truyện vốn được Viện Nghiên cứu Lịch sử Văn hóa Dân gian trực thuộc Đại học Khánh Hi sưu tầm vào năm 1992 tại vùng Nam Nguyên (Toàn La Bắc đạo).

## Nội dung
Cốt truyện chính kể về người anh bạc ác Nạo Phu và đứa em từ bi Hưng Phu. Nạo Phu đã sớm chiếm hết gia sản cha mẹ để lại rồi đuổi vợ chồng Hưng Phu ra bìa rừng sống, nhưng sau đó Hưng Phu vì cứu con chim bị thương nên được nó trả ơn bằng sự thịnh vượng. Người anh quá tham lam nên lại tìm cách mua chuộc đứa em để cơ ngơi thêm kếch xù, nhưng anh ta không được toại nguyện. Truyện kết thúc khi hai anh em làm hòa và sống êm ấm như xưa.